# IBM System/370

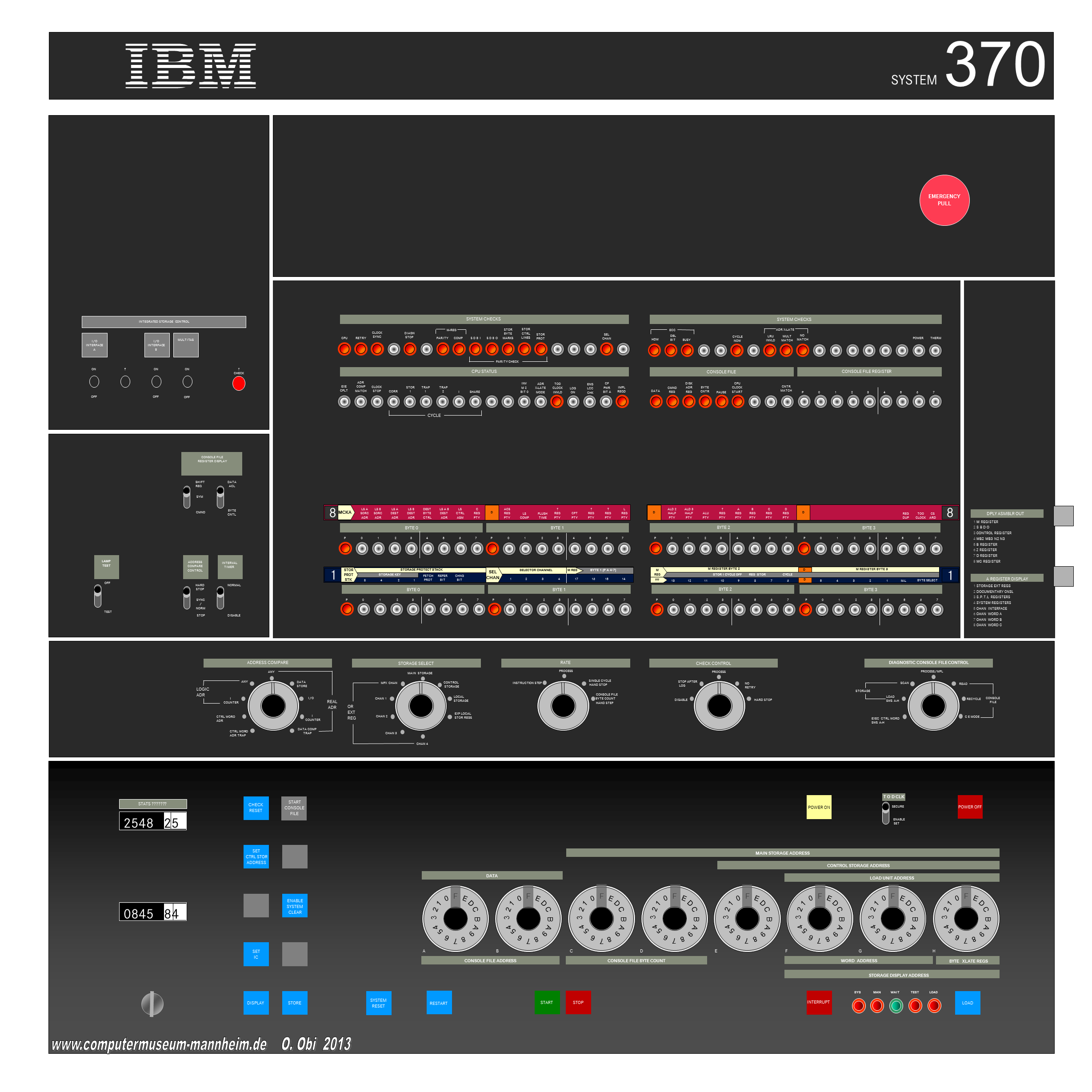
Системная консоль System/370-145

IBM System/370 (S/370) — серия мейнфреймов, выпущенная компанией IBM.
Впервые анонсирована 30 июля 1970 года. Эти машины обладали теми же преимуществами, что и их предшественники System/360: высокой управляемостью, универсальностью, масштабируемостью и надёжностью при обработке приложений с большим объёмом данных в многопользовательской среде и были совместимы с системами System/360. Основными новациями System/370 можно считать возможность использования нескольких процессоров в рамках одной системы, полноценную поддержку виртуальной памяти и новый 128-разрядный блок вещественной арифметики.